# Hôtel Strater
L'hôtel Strater (en anglais : Strater Hotel) est un hôtel américain situé à Durango, dans le Colorado. Ouvert en 1887, il constitue une propriété contributrice au district historique de Main Avenue, lequel est inscrit au Registre national des lieux historiques depuis le 7 août 1980. C'est en outre un membre des Historic Hotels of America depuis 1989.